# Османлије (Купрес)
Османлије су насељено мјесто у Босни и Херцеговини у општини Купрес које административно припада Федерацији Босне и Херцеговине. Према попису становништва из 1991. у насељу је живјело 390 становника.

## Становништво
Према попису 1991. укупно: 393
| Националност       | 1991.        |
| Хрвати             | 390 (99,23%) |
| остали и непознато | 3 (0,76%)    |
| укупно             | 390          |